# Swayze Field
Le Oxford-University Stadium at Swayze Field, dit Swayze Field, est un stade de baseball de 10 715 places situé à Oxford dans l'État du Mississippi. Il est officiellement inauguré le 19 février 1989. C'est le domicile des Rebels d'Ole Miss, club de baseball de l'université du Mississippi. 
Le stade a été nommé ainsi en l'honneur de Tom Swayze (ancien joueur et entraîneur des Rebels d'Ole Miss entre 1930 et 1932, puis de 1951 à 1971).

## Histoire
La rencontre inaugurale se déroule le 19 février 1989, les Rebels d'Ole Miss affronte le Phoenix de Cumberland. Après les rénovations de 18,5 millions de dollars effectuées avant la saison 2009,. Puis, le stade est rénové pour la deuxième fois avant le début de la saison 2018, et a coûté 19 millions de dollar.
Le record d'affluence du stade est établie, le 28 avril 2018, lorsque 12 152 spectateurs lors d'une rencontre entre les Rebels d'Ole Miss et les Tigers de LSU.

## Galerie

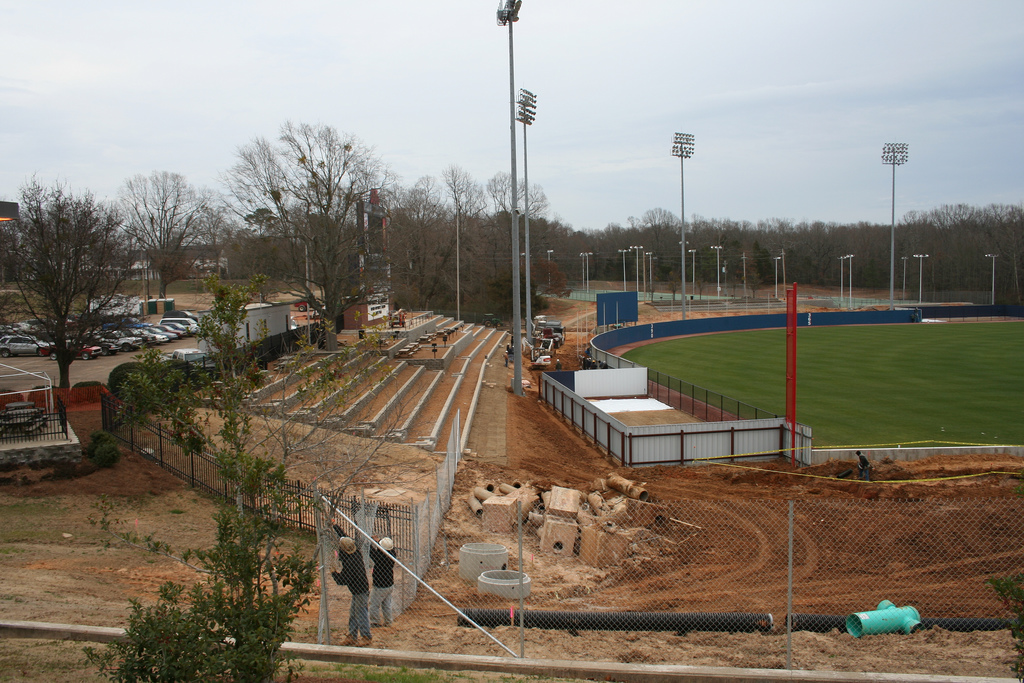
Rénovation de 2009
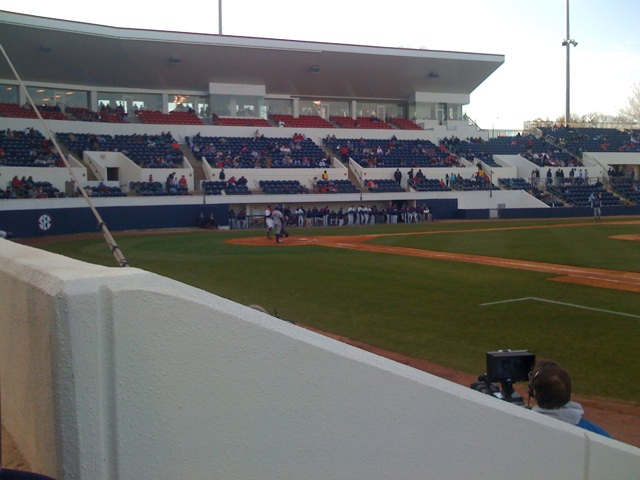
Intérieur du stade (2009)